# Jacques Laffitte
Jacques Laffitte (24 tháng 10 năm 1767 - 26 tháng 5 năm 1844) là một nhà kinh doanh ngân hàng hàng đầu của Pháp, thống đốc của Ngân hàng Pháp (1814-1820) và thành viên tự do của Hạ viện trong thời Phục hưng Bourbon và Chế độ quân chủ Tháng Bảy. Ông là một nhân vật quan trọng trong việc phát triển các kỹ thuật ngân hàng mới trong những giai đoạn đầu của công nghiệp hóa ở Pháp. Trong chính trị, ông đóng vai trò quyết định trong Cuộc Cách mạng năm 1830 đưa Louis-Philippe, duc d'Orléans, lên ngôi vua, thay thế cho vị vua Charles X được ưa chuộng Charles X. Laffitte được bổ nhiệm làm Chủ tịch Hội đồng Bộ trưởng của vua mới và Bộ trưởng Tài chính (2 tháng 11 năm 1830 - 13 tháng 3 năm 1831). Sau một nhiệm kỳ kéo dài 131 ngày, "Đảng của ông Phong trào" đã nhường chỗ cho "Đảng của mệnh lệnh" do ông chủ ngân hàng Casimir-Pierre Perier lãnh đạo. Laffitte trái văn phòng mất uy tín chính trị và tài chính. Ông đã hồi phục về mặt tài chính vào năm 1836 với sự ra đời của ông Caisse Générale du Commerce et de l'Industrie, tiền thân của các ngân hàng đầu tư Pháp vào nửa sau của thế kỷ 19 như Crédit Mobilier (1852). Caisse Générale đã không tồn tại được cuộc khủng hoảng tài chính do cuộc cách mạng năm 1848 gây ra.

## Tiểu sử
Laffitte sinh năm 1767 tại Bayonne thuộc tây nam nước Pháp, một trong bốn người con trai và sáu con gái của Pierre Laffitte, một thợ mộc bậc thầy. Anh học nghề với bố của mình một thời gian, nhưng cũng tìm được vị trí thư ký với một công chứng viên địa phương và thương gia. Năm 1788, ở tuổi 21 và ngay trước cuộc Cách mạng Pháp, ông đến Paris tại văn phòng của ngân hàng Thụy Sĩ nổi tiếng Jean-Frédéric Perregaux (1744-1808), rue du Sentier, nơi ông được thuê làm một Nhân viên kế toán. Đó là một vị trí bắt đầu cung cấp kinh nghiệm học tập có giá trị Laffitte và tiềm năng cho sự tiến bộ. Perregaux là một ngân hàng với một khách hàng giàu có, các mối quan hệ quan trọng của nước ngoài và bạn bè ở những nơi cao. Ông là một doanh nhân khôn ngoan, kinh doanh toàn cầu đã thành công trong cuộc Cách mạng. Ông đã giúp cung ứng tiền bạc của Napoléon lên nắm quyền và trở thành người sáng lập Ngân hàng Pháp năm 1800 và là chủ tịch của Hội đồng Thống đốc chỉ đạo. Laffitte trở thành người cánh hữu của Perregaux trong ngân hàng tư nhân và được thăng chức vào năm 1806. Năm 1807 vì sức khoẻ suy giảm của Perregaux, ông được bổ nhiệm làm giám đốc điều hành thống đốc của ngân hàng. Tên của ngân hàng được đổi thành "Perregaux, Laffitte and Company". Con trai của Perregaux, Alphonse (1785-1841), và em gái của ông ta, là bạn tình ngủ (những người chỉ huy). Virginie Monnier nhận xét: "Lần đầu tiên trong lịch sử các ngân hàng ở Pháp, một nhân viên tiếp nhận vị trí của người bảo trợ trực tiếp." Khi Perregaux qua đời vào năm 1808, Laffitte cũng tiếp nhận vị trí của ông như là một trong mười lăm nhiếp chính của Ngân hàng Pháp. Ông trở thành chủ tịch Phòng Thương mại Paris (1810-1811) và được bổ nhiệm làm thẩm phán của Toà án Thương mại của sông Seine (1813). Sau thất bại của Napoléon năm 1814, ông được chỉ định là thống đốc ngân hàng của Pháp bởi vị vua Bourbon đến từ thời Louis XVIII. Napoléon, khi đang trên đường lưu vong cuối cùng sau khi Waterloo (15 tháng 6 năm 1815), báo cáo đã gửi 6 triệu franc trong ngân hàng của Laffitte. Khi tài sản của Napoléon bị tranh chấp vào cuối năm 1826, Laffitte đã tính toán nghĩa vụ của ngân hàng với số tiền là 3,856,121 franc, bao gồm cả lãi suất.